# 中央低地
56°24′29″N 4°02′38″W / 56.408°N 4.044°W

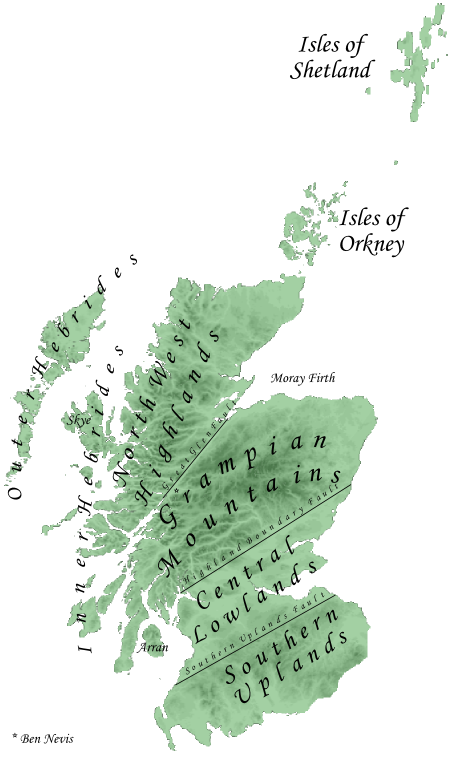
蘇格蘭主要地理分區

中央低地（Central Lowlands），又稱中部谷地（Midland Valley），是蘇格蘭的主要地理分區之一。其北側是高地和群島，南側是南部高地。由於這一地區有肥沃的農田和煤炭、鐵礦等重要經濟礦物，因此人口比蘇格蘭其他地區更多。格拉斯哥、愛丁堡、斯特林、鄧迪等蘇格蘭主要城市都位於中央低地，蘇格蘭超過半數人口也居住在這裡。